# Colombia en la clasificación de Conmebol para la Copa Mundial de Fútbol de 1962
La Selección de Colombia es una de las diez selecciones de fútbol que participaron en la Clasificación de Conmebol para la Copa Mundial de Fútbol de 1962, en la que se definieron los representantes de Conmebol para la Copa Mundial de Fútbol de 1962, que se desarrolló en Chile. 
La etapa preliminar —también denominada eliminatorias— se jugó en América del Sur, desde el 30 de abril de 1961 y finalizó el 17 de diciembre de 1961. En las eliminatorias, se jugaron 2 fechas en cada grupo, con partidos de ida y vuelta.
El torneo definió cinco equipos que representaron a la Confederación Sudamericana de Fútbol en la Copa Mundial de Fútbol. Los tres mejor posicionados de cada grupo, se clasificaron directamente al mundial mientras que Brasil, clasifica automáticamente por el derecho de ser el campeón defensor de la Copa Mundial de Fútbol de 1958.

## Participante
| Selección de fútbol de Colombia |                                   |                  |
| Ciudad                          | Estadio                           | Entrenador       |
| Bogotá                          | Estadio Nemesio Camacho El Campín | Adolfo Pedernera |
|                                 |                                   |                  |
| Federación Colombiana de Fútbol |                                   |                  |

## Partidos
| 30 de abril de 1961 | Colombia        | 1:0 (1:0) | Perú | El Campín, Bogotá                |                                  |
|                     | Eusebio Escobar |           |      | Árbitro(s): Jorge Luis Praddaude | Árbitro(s): Jorge Luis Praddaude |

| 7 de mayo de 1961 | Perú                 | 1:1 (1:1) | Colombia        | Estadio Nacional, Lima     |                            |
|                   | Chino Delgado 3' (p) |           | Héctor González | Árbitro(s): Esteban Marino | Árbitro(s): Esteban Marino |

Colombia clasifica a la Copa Mundial de Fútbol de 1962 por marcador acumulado de 2:1.

## Estadísticas

### Convocados
Listado de jugadores que participaron en las eliminatorias para la Copa Mundial 1962.
| N.º | Nombre                           | Posición      | Clubes                 |
| --- | -------------------------------- | ------------- | ---------------------- |
|     | Efraín Sánchez                   | Portero       | Independiente Medellín |
|     | Adelmo "Achito" Vivas            | Portero       | Deportivo Pereira      |
|     | Ignacio "Loco" Calle             | Defensa       | Atlético Nacional      |
|     | Jaime González                   | Defensa       | América de Cali        |
|     | Francisco Zuluaga                | Defensa       | Millonarios            |
|     | Óscar López Vásquez              | Defensa       | Once Caldas            |
|     | Aníbal Alzate                    | Defensa       | Deportes Tolima        |
|     | Héctor "Canocho" Echeverry       | Defensa       | Independiente Medellín |
|     | Carlos Aponte                    | Defensa       | Independiente Santa Fe |
|     | Rolando Serrano                  | Mediocampista | América de Cali        |
|     | Jaime Silva                      | Mediocampista | Independiente Santa Fe |
|     | Ignacio "Velitas" Pérez          | Mediocampista | Once Caldas            |
|     | Hernando Tovar                   | Mediocampista | Independiente Santa Fe |
|     | Marco Tulio Coll                 | Mediocampista | América de Cali        |
|     | Hermán Aceros                    | Delantero     | Deportivo de Cali      |
|     | Marino Klinger                   | Delantero     | Millonarios            |
|     | Antonio Rada                     | Delantero     | Deportivo Pereira      |
|     | Delio Gamboa                     | Delantero     | Millonarios            |
|     | Jairo "Niño" Arias               | Delantero     | Atlético Nacional      |
|     | Eusebio "Locomotora" Escobar     | Delantero     | Deportivo Pereira      |
|     | Héctor González                  | Delantero     | Independiente Santa Fe |
|     | Luis Carlos Paz                  | Delantero     | América de Cali        |
|     | Carlos "Indio" Montaño           | Portero       | América de Cali        |
|     | Mario Agudelo                    | Mediocampista | Once Caldas            |
|     | Ricardo Díaz                     | Mediocampista | Millonarios            |
|     | Alejandro Carrillo               | Delantero     | Deportes Quindío       |
|     | Jairo Tapias                     | Mediocampista | Atlético Nacional      |
|     | Guillermo Galavís                | Delantero     | Deportes Tolima        |
|     | Juan Ramírez Gallego             | Delantero     | Millonarios            |
|     | Carlos Arango                    | Delantero     | Millonarios            |
|     | Hernán "Burro" Escobar Echeverry | Defensa       | Independiente Medellín |
|     | Bernardo "Cunda" Valencia        | Delantero     | Deportivo de Cali      |

### Goleadores
| Jugador                      | Goles anotados | Asis. | PJ |   |
| Eusebio "Locomotora" Escobar | 1              | -     | -  | - |
| Héctor González Garzón       | 1              | -     | -  | - |
| ---------------------------- | -------------- | ----- | -- | - |